# Грідін Василь Іванович
Василь Іванович Грідін (28 квітня 1884 — 9 листопада 1953) — архітектор-художник, кандидат архітектури (з 1948 року), старший викладач кафедр мистецтвознавства та архітектурного проектування Київського художнього інституту.

## Біографія
Народився 28 квітня 1884 року.

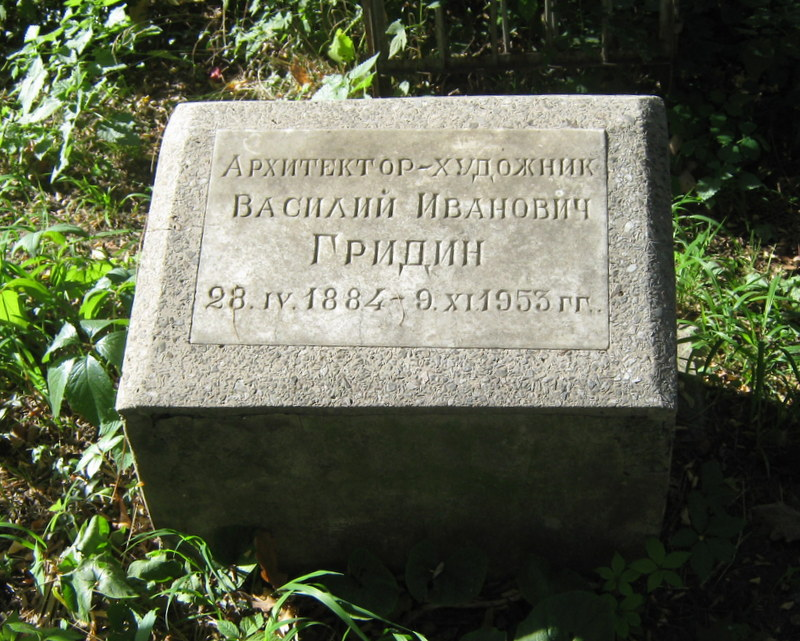
Могила Василя Грідіна

Помер 9 листопада 1953 року. Похований в Києві на Лук'янівському цвинтарі (ділянка № 43, ряд 10, місце 2).

## Твори
Автор теоретичних праць з історії архітектури, посібників для проектувальників. Серед них:
- «Обзор существующих методов графического анализа архитектурных сооружений» (1947–1948);
- «Фасонный кирпич в русской архитектуре XVI–XVII вв. и его значение для нашего времени».